# Caldy
Caldy – wieś w Anglii, w hrabstwie ceremonialnym Merseyside, w dystrykcie metropolitalnym Wirral. Leży 13 km na zachód od centrum Liverpool i 292 km na północny zachód od Londynu. W 2001 miejscowość liczyła 1290 mieszkańców.